# 23e cérémonie des Victoires de la musique
 (avril 2025).
La 23e cérémonie des Victoires de la musique a lieu le 8 mars 2008 au Zénith de Paris. Elle est présentée par Nagui.

## Palmarès
Les gagnants sont indiqués ci-dessous en tête de chaque catégorie et en caractères gras.

### Groupe ou artiste interprète masculin de l'année

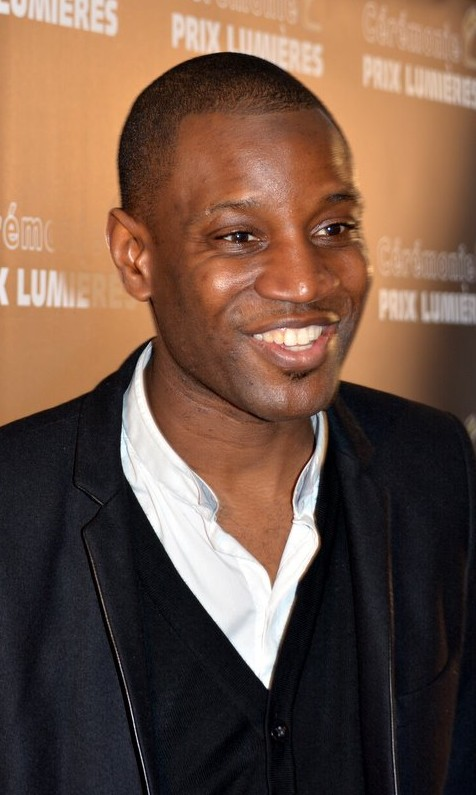
Abd al Malik, artiste masculin

- Abd al Malik
  - Étienne Daho
  - Yannick Noah
  - Michel Polnareff

### Groupe ou artiste interprète féminine de l'année

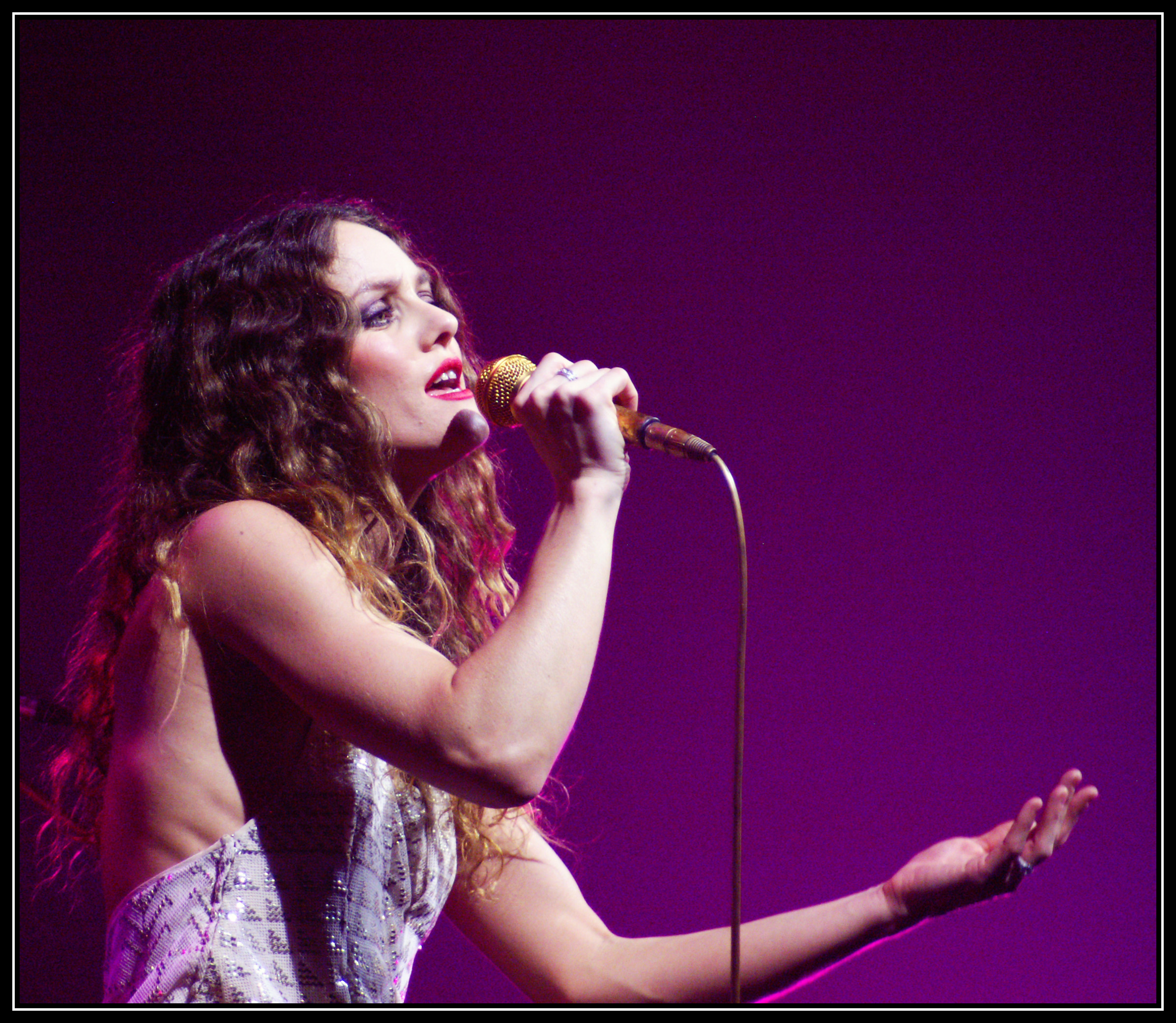
Vanessa Paradis, artiste féminine

- Vanessa Paradis
  - Keren Ann
  - les Rita Mitsouko
  - Zazie

### Groupe  ou artiste révélation du public de l'année

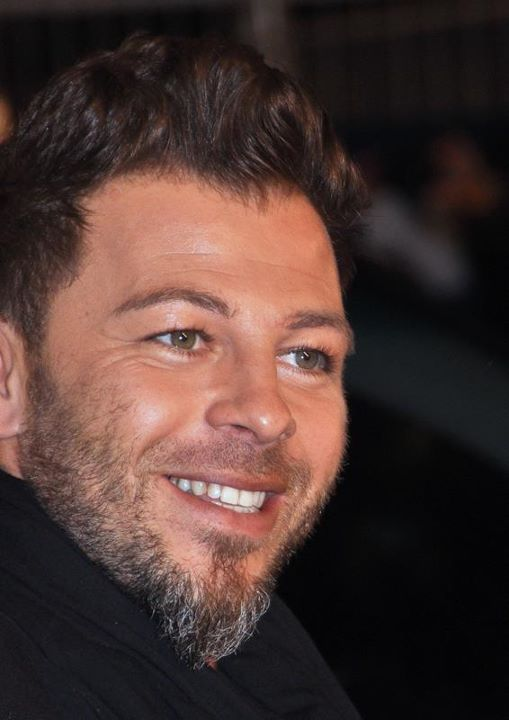
Christophe Maé, artiste révélation du public

- Christophe Maé
  - AaRON
  - Thomas Dutronc
  - Renan Luce

### Groupe  ou artiste révélation scène de l'année

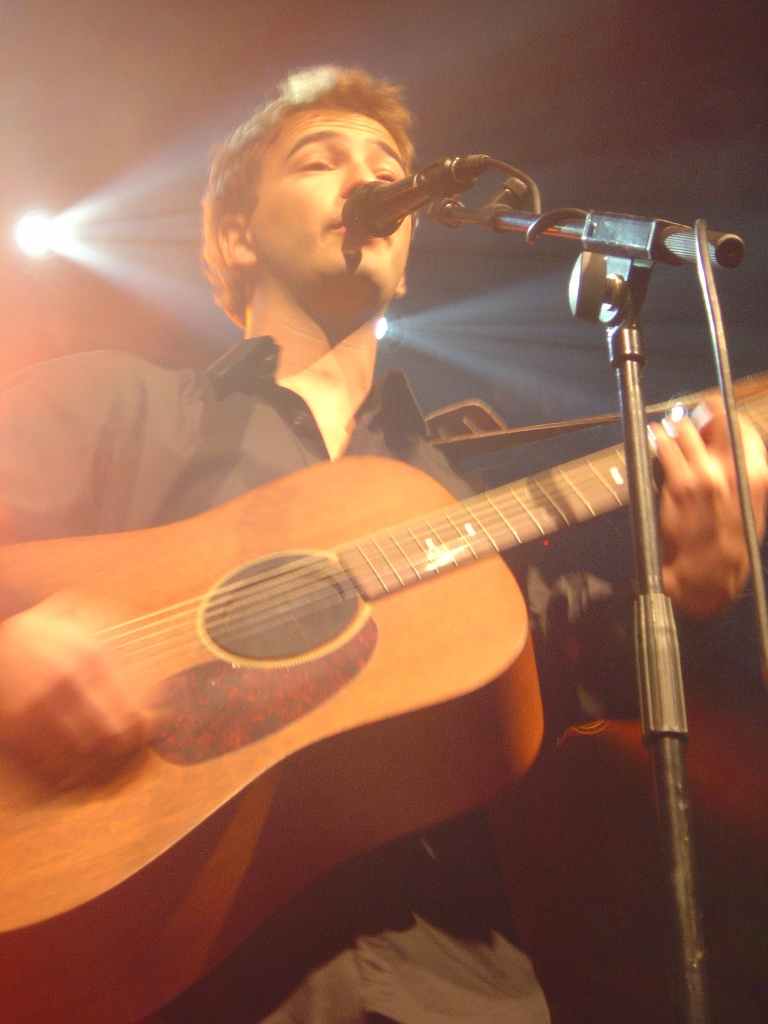
Renan Luce, artiste révélation scène

- Renan Luce
  - AaRON
  - Emily Loizeau
  - Christophe Maé

### Album révélation de l'année
- Repenti de Renan Luce
  - Comme un manouche sans guitare de Thomas Dutronc
  - Mon paradis de Christophe Maé -
  - Inventaire de Christophe Willem

### Album de chansons/variétés de l'année
- Divinidylle de Vanessa Paradis
  - Amor Doloroso de Jacques Higelin -
  - Variéty des Rita Mitsouko -
  - Totem de Zazie

### Album  pop/rock de l'année
- L'invitation d'Étienne Daho[1]
  - La Radiolina de Manu Chao
  - La Mécanique du cœur de Dionysos
  - Keren Ann de Keren Ann

### Album de musiques urbaines de l'année
- Chapitre 7 de MC Solaar
  - T'as vu ? de Fatal Bazooka
  - Place 54 d'Hocus Pocus
  - Saison 5 d'IAM

### Album de musiques du monde de l'année
- Yael Naim de Yael Naim
  - La France des couleurs d'Idir
  - L'Africain de Tiken Jah Fakoly
  - D'ici ou d'ailleurs de Soha

### Artiste de musiques électroniques ou dance de l'année
- Justice
  - David Guetta
  - Bob Sinclar
  - Wax Tailor

### Album de musique originale de cinéma
- Arthur et les Minimoys d'Éric Serra
  - Hors de prix de Bazbaz
  - La Question humaine de Syd Matters
  - U de Sanseverino

### Chanson originale de l'année
- Double je de Christophe Willem
  - Ma France à moi de Diam's
  - Garçon de Koxie
  - Je suis un homme de Zazie

### Spectacle musical, tournée ou concert de l'année
- Michel Polnareff pour Ze Tour 2007
  - Daft Punk pour Alive 2007
  - Vincent Delerm pour Les Piqures d'araignée
  - Zazie pour Totem Tour

### Vidéo-clip de l'année
- 1234 de Feist
- Mauvaise foi nocturne de Fatal Bazooka
- D.A.N.C.E. de Justice
- Double je de Christophe Willem
- Je suis un homme de Zazie

### DVD musical de l'année
- Le Soldat Rose
- Le Grand Rex 2007 de Michel Delpech
- Au tour de ma bulle de Diam's
- Monsters in live de Dionysos

## Anecdotes
- À la suite d'une chute de ski, Nagui s'est blessé au genou et s'est donc retrouvé pour cette soirée immobilisé derrière son pupitre. Il a peu à peu durant la soirée perdu la voix, ses propos devenant ainsi de moins en moins intelligibles.
- Diam's a interprété avec émotion Ma France à moi, et a conclu par « Je ne connais pas l'avenir de mon prochain disque, ce sont peut-être mes dernières Victoires de la musique ».